# محمدحسن باقری
محمدحسن باقری سرتیپ ارتش جمهوری اسلامی ایران است، که هم‌اکنون به‌عنوان معاون آموزش و پژوهش ستاد کل نیروهای مسلح فعالیت می‌کند، همچنین مدرس دانشگاه عالی دفاع ملی است.
وی در خلال جنگ ایران و عراق از اعضای نیروی زمینی ارتش بود و از جانبازان جنگ به‌شمار می‌آید. باقری از اواسط دهه ۱۳۸۰ تا سال ۱۳۸۷ معاون طرح و برنامه ستاد مشترک ارتش بود و از ۱۳۸۷ تا ۱۳۸۹ به‌عنوان معاون هماهنگ‌کننده و رئیس ستاد نیروی زمینی ارتش فعالیت می‌کرد.
او در سال ۱۳۸۹ به ستاد کل نیروهای مسلح منتقل شد، در فاصله سال‌های ۱۳۹۰ تا ۱۳۹۵ معاون نیروی انسانی ستاد کل نیروهای مسلح بود و از سال ۱۳۹۵ معاونت آموزش و پژوهش ستاد کل نیروهای مسلح را برعهده دارد.